# 小野駅 (長崎県)
小野駅（おのえき）は、長崎県諫早市小野町にある島原鉄道島原鉄道線の駅である。

## 歴史
- 1911年（明治44年）6月20日：小野村駅（おのむらえき）として開設。
- 1964年（昭和39年）1月7日：小野本町駅（おのほんまちえき）に改称。
- 1968年（昭和43年）3月1日：貨物取扱廃止。
- 2019年（令和元年）10月1日：小野駅（おのえき）に改称[1]。

## 駅構造

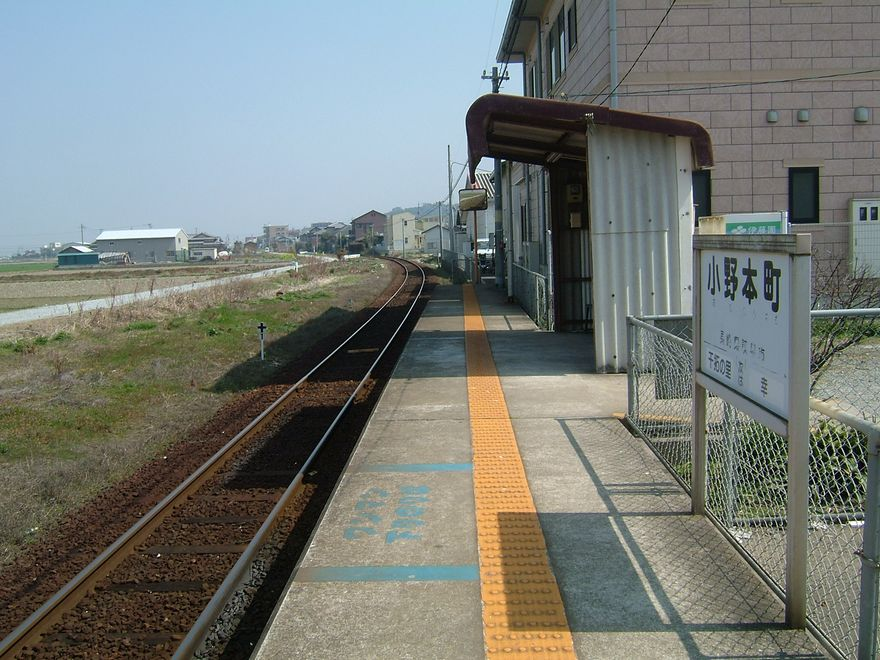
構内、干拓の里方面を望む。写真左側の敷地が交換設備跡（2008年3月）

線路南側に単式ホーム1面1線を有する地上駅。ホームの中程、南側に接して待合所が設置されており、この待合所の幸方が駅出入口となっている。無人駅であるが、かつては交換設備や駅舎を有していた。

## 利用状況
2018年度の年間乗車人員は26,124人、降車人員は32,240人であった。
近年の年間乗車人員、降車人員の推移は以下の通り。
| 年度               | 年間 乗車人員 | 年間 降車人員 |
| ------------------ | ------------- | ------------- |
| 2000年（平成12年） | 22,502        | 30,341        |
| 2001年（平成13年） | 24,182        | 32,083        |
| 2002年（平成14年） | 27,682        | 36,385        |
| 2003年（平成15年） | 23,335        | 31,891        |
| 2004年（平成16年） | 20,484        | 29,756        |
| 2005年（平成17年） | 17,856        | 24,486        |
| 2006年（平成18年） | 17,061        | 23,591        |
| 2007年（平成19年） | 15,316        | 22,992        |
| 2008年（平成20年） | 18,545        | 24,916        |
| 2009年（平成21年） | 19,569        | 26,357        |
| 2010年（平成22年） | 20,786        | 27,566        |
| 2011年（平成23年） | 24,484        | 31,377        |
| 2012年（平成24年） | 22,410        | 30,516        |
| 2013年（平成25年） | 21,678        | 30,362        |
| 2014年（平成26年） | 20,412        | 27,603        |
| 2015年（平成27年） | 22,590        | 31,693        |
| 2016年（平成28年） | 23,533        | 30,826        |
| 2017年（平成29年） | 23,146        | 29,003        |
| 2018年（平成30年） | 26,124        | 32,240        |

## 駅周辺
駅のすぐ南を国道57号が東西に走る。駅の北側には田圃が広がっている。
- 諫早市立小野小学校
- 諫早小野郵便局
- エディオン諫早店（かつてのベスト電器諫早本店）
- まるたか生鮮市場小野店

## 隣の駅
島原鉄道
■島原鉄道線
幸駅 - 小野駅 - 干拓の里駅